# 4352 Кјото
4352 Кјото (енгл. 4352 Kyoto) је астероид главног астероидног појаса чија средња удаљеност од Сунца износи 2,760 астрономских јединица (АЈ).
Апсолутна магнитуда астероида је 11,7.